# Liporrhopalum angustatae
Liporrhopalum angustatae är en stekelart som beskrevs av Hill 1969. Liporrhopalum angustatae ingår i släktet Liporrhopalum och familjen fikonsteklar. Inga underarter finns listade i Catalogue of Life.